# Tel·lurita
La tel·lurita és un mineral de la classe dels òxids. Rep el seu nom en al·lusió al seu contingut en tel·luri.

## Característiques
La tel·lurita és diòxid de tel·luri, la seva fórmula química és TeO₂. Cristal·litza en el sistema ortoròmbic. Els cristalls poden arribar a mesurar 2 cm; són aciculars, allargats al llarg de [001], o tenen forma de llistons aplanats en {100}, hi són comuns les estries paral·leles a [001]. També pot aparèixer en grups radials de cristalls en forma de feixos o arrodonits; també en forma de pols o massiva. La seva duresa a l'escala de Mohs és 2. És el dimorf de la paratel·lurita.
Segons la classificació de Nickel-Strunz, la tel·lurita pertany a «04.De: Òxids i hidròxids amb proporció Metall:Oxigen = 1:2 i similars amb cations de mida mitjana; amb diversos poliedres» juntament amb els següents minerals: downeyita, koechlinita, russel·lita, koragoïta, tungstibita, paratel·lurita, bismutotantalita, bismutocolumbita, cervantita, estibiotantalita, estibiocolumbita, clinocervantita i baddeleyita.

## Formació i jaciments
La tel·lurita és un producte d'alteració de tel·luri i tel·lururs que apareix en les zones d'oxidació d'alguns dipòsits minerals hidrotermals. Va ser descoberta a Faţa Băii, a Zlatna (Província d'Alba, Romania). També ha estat descrita al Canadà, Espanya, els Estats Units, França, Hongria, el Japó, Mèxic, Myanmar, Polònia, la República Txeca, altres indrets de Romania, Rússia, el Tajikistan, Xile i la Xina.
Sol torbar-se associada a altres minerals com: tel·luri natiu, tetradimita, nagyagita i molts tel·lurats.